# Camellia pitardii
Camellia pitardii är en tvåhjärtbladig växtart som beskrevs av Cohen-stuart. Camellia pitardii ingår i släktet Camellia och familjen Theaceae.

## Underarter
Arten delas in i följande underarter:
- C. p. cryptoneura
- C. p. variabilis